# Chuck Nevitt
Charles Goodrich „Chuck” Nevitt (ur. 13 czerwca 1959 w Cortez) – amerykański koszykarz, występujący na pozycji środkowego, mistrz NBA z 1985 roku.
Zajmuje szóste miejsce na liście najwyższych zawodników w historii NBA.

## Osiągnięcia
NCAA
- Uczestnik rozgrywek turnieju NCAA (1980, 1982)

NBA
- Mistrz NBA (1985)[2]
- Wicemistrz NBA (1988)[2]

Inne
- Wicemistrz USBL (1991)[3]
- Zaliczony do I składu najlepszych defensorów USBL (1991)[4]
- Lider USBL w blokach (1991)